# Halowe Mistrzostwa Świata w Lekkoatletyce 2014 – sztafeta 4 × 400 m mężczyzn
Sztafeta 4 × 400 metrów mężczyzn – jedna z konkurencji rozegranych podczas 15. Halowych Mistrzostw Świata w Sopocie.

## Terminarz
| Data    | Godzina | Runda      |
| ------- | ------- | ---------- |
| 8 marca | 11:50   | Eliminacje |
| 9 marca | 18:40   | Finał      |

## Wyniki
| CR – rekord mistrzostw \| NR – rekord kraju \| AR – rekord kontynentu \| SB – najlepszy wynik w sezonie \| WR – rekord świata |

### Eliminacje
Do zawodów przystąpiło 10 reprezentacji. Aby dostać się do półfinału trzeba było zająć miejsce w pierwszej dwójce w swoim biegu eliminacyjnym (Q) lub znaleźć się w gronie 2 najszybszych drużyn, które się nie zakwalifikowały (q).
| Pozycja | Bieg | Reprezentacja     | Zawodnicy                                                       | Czas    | Uwagi |
| ------- | ---- | ----------------- | --------------------------------------------------------------- | ------- | ----- |
| 1.      | 1    | Stany Zjednoczone | Clayton Parros Ricky Babineaux Kind Butler III Calvin Smith     | 3:04,36 | Q     |
| 2.      | 2    | Wielka Brytania   | Conrad Williams Michael Bingham Jamie Bowie Luke Lennon-Ford    | 3:06,09 | Q, SB |
| 3.      | 1    | Jamajka           | Errol Nolan Allodin Fothergill Dane Hyatt Jermaine Brown        | 3:06,12 | Q, SB |
| 4.      | 1    | Polska            | Kacper Kozłowski Patryk Dobek Łukasz Krawczuk Jakub Krzewina    | 3:06,50 | q, SB |
| 5.      | 2    | Rosja             | Lew Mosin Dienis Kudriawcew Aleksandr Chiuttie Władimir Krasnow | 3:06,63 | Q, SB |
| 6.      | 1    | Ukraina           | Witalij Butrym Jewhen Hucoł Dmytro Bikułow Dmytro Danyłenko     | 3:07,54 | q, NR |
| 7.      | 2    | Nigeria           | Tobi Ogunmola Noah Akwu Salihu Isah Cristian Morton             | 3:07,95 | AR    |
| 8.      | 2    | Bahamy            | Ramon Miller Michael Mathieu Andretti Bain LaToy Williams       | 3:09,79 |       |
| 9.      | 1    | Hiszpania         | Mark Ujakpor Samuel García Daniel Andújar Kevin López           | 3:10,17 | SB    |
| 10.     | 2    | Japonia           | Kengo Yamazaki Kaisei Yui Nobuya Katō Yūzō Kanemaru             | 3:12,63 | SB    |

### Finał
| Pozycja | Reprezentacja     | Zawodnicy                                                                   | Czas    | Uwagi |
| ------- | ----------------- | --------------------------------------------------------------------------- | ------- | ----- |
| 1.      | Stany Zjednoczone | Kyle Clemons David Verburg Kind Butler III Calvin Smith                     | 3:02,13 | WR    |
| 2.      | Wielka Brytania   | Conrad Williams Jamie Bowie Luke Lennon-Ford Nigel Levine                   | 3:03,49 | SB    |
| 3.      | Jamajka           | Errol Nolan Allodin Fothergill Akheem Gauntlett Edino Steele                | 3:03,69 | NR    |
| 4.      | Polska            | Kacper Kozłowski Rafał Omelko Michał Pietrzak Jakub Krzewina                | 3:04,39 | SB    |
| 5.      | Rosja             | Konstantin Petriaszow Dienis Kudriawcew Aleksandr Chiuttie Władimir Krasnow | 3:07,12 |       |
| 6.      | Ukraina           | Witalij Butrym Jewhen Hucoł Dmytro Bikułow Dmytro Danyłenko                 | 3:08,79 |       |